# إم تي في روكس
إم تي في روكس (بالإنجليزية: MTV Rocks)‏ كانت قناة تلفزيونية دولية مدفوعة من شبكات فاياكوم سي بي إس أوروبا، الشرق الأوسط، أفريقيا، آسيا، تم إطلاقها في 27 مايو 2014، لتحل محل إم تي في روكس (المملكة المتحدة وأيرلندا). تبث القناة في أغلب أرجاء أوروبا وهي مخصصة لعرض موسيقى الروك والموسيقى البديلة.

## البرامج
من برامج القناة:
- بيغيست! هوتيست! لاوديست!
- آي إم ميْهم
- ذا تين بيغيست تراكس رايت ناو!
- روكس رايتيد!
- أول نايت سشْينز
- 100% أنثيمز
- ساتردي نايت روكس!
- دانسز سنداي سشْينز

## شعارات القناة

شعار القناة من 27 مايو 2014 حتى 4 أبريل 2017.
شعار القناة منذ 5 أبريل 2017 حتى إغلاقها.